# Саломино (Верчели)
Саломино је насеље у Италији у округу Верчели, региону Пијемонт.
Према процени из 2011. у насељу је живело 200 становника. Насеље се налази на надморској висини од 187 м.